# フィッツウィリアム子爵
フィッツウィリアム子爵（フィッツウィリアムししゃく、英: Viscount FitzWilliam）は、アイルランド貴族の爵位。1629年に創設され、1833年に廃絶した。

## 歴史
ダブリン県出身のトマス・フィッツウィリアム(1581–1650)は1629年8月5日にアイルランド貴族であるダブリン県ソーンキャッスルのフィッツウィリアム男爵とダブリン県メリオンのフィッツウィリアム子爵（Viscount FitzWilliam of Meriyounge, co. Dublin）に叙された。彼はカトリックで騎士党の一員であり、1641年10月23日にアイルランド反乱が勃発するとカトリックであることを理由に政府軍への参加を拒否されたため、代わりにイングランドに向かってチャールズ1世を支援した。1645年5月1日にチャールズ1世よりイングランド貴族であるウォリントン伯爵への叙爵の許可を与えられたが、叙爵の特許状が正式に発行されることはなかった。
2代子爵オリヴァー・フィッツウィリアム(1600s–1667)も1645年のネイズビーの戦いなどで国王軍の一員として参戦した騎士党の1人であり、王政復古の後の1661年4月20日にアイルランド貴族であるティアコネル伯爵に叙された。彼は3度結婚したが男子をもうけず、ティアコネル伯爵位は1代で廃絶した。
5代子爵リチャード・フィッツウィリアム(c.1677–1743)はホイッグ党の政治家で、アイルランド貴族院議員とグレートブリテン庶民院議員を務めた。7代子爵リチャード・フィッツウィリアム(1745–1816)もアイルランド貴族院議員とグレートブリテン庶民院（のち連合王国庶民院）議員を務めたほか、書物や絵画を収集しており、王立協会フェローに選出された。7代子爵の死後、遺言状に基づきコレクションがケンブリッジ大学に寄贈され、このコレクションを元にフィッツウィリアム美術館が開設された。またそれ以外の遺産の大半は5代子爵の娘の曽孫にあたるシドニー・ハーバート閣下(1810–1861)が相続した。シドニーはのちにリーのハーバート男爵に叙された。
フィッツウィリアム子爵位は7代子爵の2人の弟が相次いで継承したが、1833年に9代子爵が死去すると爵位は廃絶した。

## フィッツウィリアム子爵（1629年）
- 初代フィッツウィリアム子爵トマス・フィッツウィリアム（英語版）（1581年 – 1650年）
- 第2代フィッツウィリアム子爵オリヴァー・フィッツウィリアム（英語版）（1600年代 – 1667年）

## ティアコネル伯爵（1661年）
- 初代ティアコネル伯爵オリヴァー・フィッツウィリアム（英語版）（1600年代 – 1667年）

## フィッツウィリアム子爵（1629年、復帰）
- 第3代フィッツウィリアム子爵ウィリアム・フィッツウィリアム（英語版）（1673年没）
- 第4代フィッツウィリアム子爵トマス・フィッツウィリアム（英語版）（1704年没）
- 第5代フィッツウィリアム子爵リチャード・フィッツウィリアム（1677年ごろ – 1743年）
- 第6代フィッツウィリアム子爵リチャード・フィッツウィリアム（1711年 – 1776年）
- 第7代フィッツウィリアム子爵リチャード・フィッツウィリアム（1745年 – 1816年）
- 第8代フィッツウィリアム子爵ジョン・フィッツウィリアム（1752年 – 1830年）
- 第9代フィッツウィリアム子爵トマス・フィッツウィリアム（1755年 – 1833年）